# 項潤崑
項潤崑（1906年10月11日—1980年7月24日）。瀋陽人。民國37年（1948年）在瀋陽市選區當選第一屆立法委員

## 生平[1][2][3]
- 北平朝陽大學法律系畢業
- 中國國民黨北寧鐵路特別黨部科長、秘書
- 中國國民黨哈爾演市黨部執行委員
- 中國國民黨東區婦女工作委員會委員
- 瀋陽市婦女會理事長
- 民國69年7月24日病故[4]